# التجسس السوفيتي في الولايات المتحدة
استخدم الاتحاد السوفيتي مواطنين روسًا وأجانب (جواسيس مقيمين) في أوائل عشرينات القرن العشرين من خلال وكالات الاستخبارات التابعة له، مثل مديرية المخابرات الرئيسية والمديرية السياسية المشتركة للدولة والمفوضية الشعبية للشؤون الداخلية ولجنة أمن الدولة، بالإضافة إلى شيوعيين من أصل أمريكي، للقيام بأنشطة تجسس في الولايات المتحدة، وشكلوا حلقات تجسس مختلفة. وخلال أربعينات القرن العشرين على وجه الخصوص، كان لبعض شبكات التجسس هذه اتصالات مع وكالات حكومية أمريكية مختلفة. نقلت شبكات التجسس السوفيتية هذه معلومات سرية بشكل غير قانوني إلى موسكو، مثل معلومات حول تطوير القنبلة الذرية (انظر جواسيس نووية). كما شارك الجواسيس السوفييت في عمليات الدعاية والتضليل، المعروفة باسم الإجراءات النشطة، وحاولوا تخريب العلاقات الدبلوماسية بين الولايات المتحدة وحلفائها.

## الجهود الأولى
ركزت الاستخبارات السوفيتية خلال عشرينات القرن العشرين على التجسس العسكري والصناعي في بريطانيا وفرنسا وألمانيا والولايات المتحدة، وتحديدًا في صناعات الطائرات والذخائر، بهدف التصنيع ومنافسة القوى الغربية، بالإضافة إلى تعزيز القوات المسلحة السوفيتية. فتحت الولايات المتحدة علاقات دبلوماسية مع الاتحاد السوفيتي عام 1933، مما أدى إلى تطبيع العلاقات، ولكنه فتح الباب أيضًا أمام عدد من الجواسيس الذين ركزوا في البداية على التجسس التكنولوجي. كان جونز أورين يورك أحد الجواسيس السوفييت الأوائل، وقد جنده أسلاف الكي جي بي عام 1935. أصبحت شركة أمتورج التجارية السوفيتية، التي تأسست عام 1924، مركزًا للتجسس.
يقول المؤرخ هارفي كليهر إن رجل الأعمال الأمريكي أرماند همر "التقى لينين عام 1921، ووافق، مقابل امتياز تصنيع أقلام الرصاص، على غسل الأموال السوفيتية لصالح الأحزاب الشيوعية في أوروبا وأمريكا". وأشار المؤرخ إدوارد جاي إبستاين إلى أن "همر لقي معاملة استثنائية من موسكو بطرق عديدة. فقد سمحت له الحكومة السوفيتية بإخراج أعمال فنية قيصرية بقيمة ملايين الدولارات من البلاد عند عودته إلى الولايات المتحدة عام 1932". ووفقًا للصحفي آلان فارنهام، "استمر همر على مدى عقود في السفر إلى روسيا، مخالطًا قادتها لدرجة أن كلًا من وكالة المخابرات المركزية ومكتب التحقيقات الفيدرالي اشتبها في كونه عميلًا فعليًا".

## شبكات براودر وغولوس
عمل إيرل براودر، الأمين العام للحزب الشيوعي الأمريكي (CPUSA)، مُجنِّدًا للعملاء لصالح الاستخبارات السوفيتية. وصرّح براودر لاحقًا بأنه "بحلول منتصف الثلاثينيات، لم يكن الحزب يُركّز اهتمامه الرئيسي على تجنيد الأعضاء". ولم يُصرّح بنيته استخدام أعضاء الحزب في أعمال التجسس، عند الاقتضاء. ودعا براودر إلى تشكيل جبهة موحدة تضم أعضاء آخرين من اليسار، لتعزيز الدعوة إلى السياسة المؤيدة للسوفييت ولتوسيع قاعدة المجندين المحتملين لأعمال التجسس. أُنشئت الإقامة غير القانونية لجهاز الأمن السوفيتي (NKVD) في الولايات المتحدة عام 1934 على يد بوريس بازاروف، المقيم السابق في برلين. في عام 1935، دخل عميل جهاز الأمن السوفيتي (NKVD) إسحاق أخيروف الولايات المتحدة بأوراق هوية مزورة لمساعدة بازاروف في جمع معلومات استخباراتية مفيدة، واستمر في العمل دون انقطاع حتى عام 1939، عندما غادر الولايات المتحدة. كانت زوجة أخميروف، وهي أمريكية عملت في المخابرات السوفيتية، هي هيلين لوري (إلزا أخميروفا)، ابنة أخ الأمين العام للحزب الشيوعي الأمريكي إيرل براودر. كشفت معلومات من الأرشيف السوفيتي أن مارغريت، شقيقة براودر الصغرى، عملت حتى عام 1938 عميلة لدى جهاز الأمن السوفيتي في أوروبا. لم تتوقف عن هذا العمل إلا عندما طلب براودر نفسه إعفاءها من الخدمة، خوفًا من أن يُعرّض عملها منصبه كأمين عام للخطر.
أصبحت منظمة التجسس السوفيتية الرئيسية العاملة في الولايات المتحدة في ثلاثينيات القرن العشرين هي جهاز المخابرات الرئيسي (GRU). ترأس ج. بيترز الجهاز السري الذي زوّد جهاز المخابرات الرئيسي (GRU) بوثائق حكومية داخلية من مجموعة وير. ساعد براودر بيترز في بناء شبكة من العملاء في إدارة الرئيس فرانكلين روزفلت. وضمت هذه المجموعة ألجر هيس، وجون أبت، ولي بريسمان (اعترف بريسمان بمشاركته في المجموعة، لكنه نفى تورطها في التجسس). كان ويتاكر تشامبرز هو مبعوث المجموعة آنذاك. أشرف براودر على جهود جاكوب غولوس وصديقته إليزابيث بنتلي، اللذان ضمّت شبكتهما من العملاء والمصادر شخصيتين رئيسيتين في وزارة الخزانة، هما ناثان غريغوري سيلفرماستر وهاري ديكستر وايت.
ترأس جاكوب غولوس إحدى حلقات التجسس السوفيتية المبكرة. كان جيك غولوس (اسمه عند الولادة جاكوب غولوسينكو، تاسين، راسين أو رايسن) ثوريًا بلشفيًا من أصل أوكراني، وعميلًا في الشرطة السرية السوفيتية (NKVD) في الاتحاد السوفيتي. كما كان مسؤولًا كبيرًا مخضرمًا في الحزب الشيوعي الأمريكي (CPUSA) متورطًا في العمل السري والتعاون مع وكالات الاستخبارات السوفيتية. تولى إدارة شبكة قائمة من العملاء والمصادر الاستخباراتية من إيرل براودر. كان مسؤول غولوس هو رئيس مكتب NKVD الأمريكي، جايك أوفاكيميان، المعروف أيضًا باسم "الدمية"، والذي لعب لاحقًا دورًا رئيسيًا في اغتيال ليون تروتسكي. كان غولوس "الركيزة الأساسية" لشبكة استخبارات المفوضية الشعبية للشؤون الداخلية (NKVD). عمل مع الاستخبارات السوفيتية منذ منتصف ثلاثينيات القرن الماضي، وربما قبل ذلك. لم يكن مجرد مسؤول في الحزب الشيوعي الأمريكي (CPSA) يساعد المفوضية الشعبية للشؤون الداخلية (NKVD) (عميل أو "مُراقب" بلغة الاستخبارات السوفيتية)، بل كان مسؤولاً رسميًا فيها، وادعى أنه عضو قديم في جهاز المخابرات السوفيتي (Chekis).
أسس غولوس شركة تُدعى "وورلد توريسترتس" بأموال من إيرل براودر، الأمين العام. استُخدمت هذه الشركة، التي تظاهرت بأنها وكالة سفر، لتسهيل السفر الدولي من الولايات المتحدة وإليها من قِبل عملاء سوفييت وأعضاء الحزب الشيوعي الأمريكي. كما تورطت "وورلد توريسترتس" في تصنيع جوازات سفر مزورة، حيث استخدم براودر جواز سفر مزورًا في رحلات سرية إلى الاتحاد السوفيتي عام 1936. التقى غولوس بشكل متكرر ببرنارد شوستر في معرض السياحة العالمية، وكان عميلًا في جهاز الأمن السوفييتي (الاسم الرمزي إيكو وديك) ومسؤولًا في الحزب الشيوعي، والذي أجرى تحقيقات حول خلفية غولوس كجزء من عملية التحقق من المرشحين للوكلاء. أقر غولوس بأنه مذنب بكونه عميلاً أجنبياً غير مسجل في مارس 1940، ودفع غرامة قدرها 500 دولار (ما يعادل 11000 دولار اليوم)، وقضى فترة مراقبة بدلاً من عقوبة بالسجن لمدة أربعة أشهر.
لم يعجب المخابرات السوفيتية رفض غولوس السماح للسوفييت بالاتصال بمصادره (وهو إجراء نفذه غولوس لحماية نفسه وضمان استمرار احتجازه من قبل جهاز الأمن السوفييتي). اشتبه جهاز الأمن السوفييتي في أن غولوس تروتسكي وحاول استدراجه إلى موسكو، حيث يمكن اعتقاله، لكن الحكومة الأمريكية وصلت إليه أولاً. ولكن حتى في ذلك الوقت، لم يكشف عن شبكة عملائه. بعد دخول براودر السجن عام 1940، تولى غولوس إدارة وكلاء براودر. وأسس غولوس شركة شحن تجارية تُسمى "شركة الشحن والخدمات الأمريكية" في عام 1941، وكانت عشيقته إليزابيث بنتلي أحد مسؤوليها.
التقى غولوس في نوفمبر 1943 في مدينة نيويورك بشخصيات بارزة من مجموعة بيرلو، وهي مجموعة تعمل في العديد من الدوائر والوكالات الحكومية في واشنطن العاصمة. كانت المجموعة تعمل بالفعل لدى براودر. في وقت لاحق من ذلك الشهر، وبعد سلسلة من النوبات القلبية على مدار العامين السابقين، توفي غولوس في فراشه بين ذراعي بنتلي. وتولت بنتلي بعد ذلك إدارة عملياته (ومن هنا جاءت الإشارة إليه في فك التشفير كزميل "سابق").